# Fairgrounds Speedway
Der Fairgrounds Speedway ist ein Speedway auf den Tennessee State Fairgrounds in Nashville, Tennessee. Er zählt zu den ältesten noch aktiven Rennstrecken in den USA. Zwischen 1958 und 1984 wurden hier Autorennen der NASCAR Grand National Series beziehungsweise des Winston Cups, dem heutigen Sprint Cup ausgetragen. Als Besonderheit bekommen die Sieger in größeren Rennserien eine Gitarre überreicht.

## Streckenkonfiguration
Der Speedway besteht als einem asphaltierten Oval mit einer Länge von 0,596 Meilen beziehungsweise 0,959 km und einer Kurvenüberhöhung von 18°. Die Geraden sind mit 3° überhöht. Innerhalb dieses größeren Ovals befindet sich im inneren noch ein kleineres Oval mit einer Länge von 0,25 Meilen beziehungsweise 0,4 km.
Bei ihrer Eröffnung war die Strecke noch unasphaltiert und länger. Die Umwandlung in ein asphaltiertes Halbmeilen-Oval erfolgte 1958, als sie in den Rennkalender der NASCAR aufgenommen wurde. 1972 wurden die Kurven deutlich abgeflacht von 35° Überhöhung auf die heutigen 18°. Zwischen 1995 und 1996 wurde die Rennstrecke neu asphaltiert.

## Geschichte
Bei der ersten Veranstaltung auf der Rennstrecke am 11. Juni 1904 wurde mit pferdelosen Kutschen und Motorrädern geworben. Insgesamt sollten elf Rennen stattfinden. Allerdings wurden die Rennen auf dem 1,125 Meilen langen Kurs nach dem siebten Rennen abgesagt, nachdem ein Motorrad in das Heck eines Wagens gefahren war, der gerade in die Startaufstellung fuhr.
Im September 1904 wurde eine andere Serie von Rennen organisiert. Viele der Teilnehmer kamen direkt von der Louisiana Purchase Exposition in St. Louis, darunter einer der Pioniere des Motorsports, Barney Oldfield. Die Zuschauer konnten zusehen, wie Wagen mit mehr als 100 km/h über die Strecke fuhren.
Ab September 1915 wurden alljährlich Veranstaltungen im Rahmen des Jahrmarktes abgehalten. Viele der Fahrer, die auch beim Indianapolis 500 antraten, kamen hierzu nach Nashville.
Formalisierte Rennen begannen aber erst 1948, als Claude Lampley und T.I. Albright sich dazu überreden ließen, auf ihrem Cumberland Speedway zwischen den einzelnen Motorradrennen auch Rennen von Autos zuzulassen. Dies war der Startschuss für Rennen am Samstagabend, die auf den drei Speedways in Nashville, dem Cumberland Speedway, dem Dirt-Track an der Cowan Street und dem Motorplex-Speedway regelmäßig stattfanden. Diese Rennen sind auch unter der Bezeichnung „Legion Bowl“ bekannt.
Nachdem die Bedeutung des Rennens des Legion Bowl Mitte der 1950er Jahre stetig anstieg, wollten die Veranstalter eine asphaltierte Rennstrecke errichten. Allerdings gab es zunächst Widerstand aus dem Pferdesport, die ebenfalls Rennen auf dem Motorplex abhielten. Nachdem für sie als Ausgleich die Maryland Farms in Brentwood errichtet wurden, erhielten die Veranstalter 1958 eine Pacht auf zehn Jahre mit einer möglichen Verlängerung um 20 Jahre für  die State Fairgrounds. Der alte Speedway wurde abgerissen und durch ein neues Halbmeilen-Oval mit einem zusätzlich Viertelmeilen-Oval in der Mitte ersetzt. Am 19. Juli 1958 fand das erste Rennen auf der neu errichteten Strecke statt. Mit Ausnahme von großen bedeutenden Rennen fanden alle anderen auf dem Vierteilmeilen-Oval statt.
Das erste NASCAR-Rennen der Grand National Series fand am 10. August 1958 statt. Erster Sieger vor 13.998 Zuschauern wurde Joe Weatherly.
In den 1960er Jahren gab es diverse Änderungen an der Rennstrecke. So wurde 1965 eine Beleuchtung für das große Oval installiert und die Rennen fanden jetzt überwiegend auf diesem Oval statt. Im Jahre 1965 zerstörte ein Feuer während des Jahrmarktes die Tribünen. Neue Tribünen wurden 1969 installiert und der Speedway wurde verlängert, als die Kurven eine Überhöhung von 35° bekamen. Eine weitere Neuerung der 1960er Jahre war die Einführung von Rennen am Dienstagabend.
Anfang der 1970er Jahre stellte sich heraus, dass aufgrund der starken Überhöhung der Kurs zu schnell wurde. Daraufhin wurde 1972 die Überhöhung auf 18° reduziert. Nach einem Eigentümerwechsel entschied der neue Eigentümer im Jahre 1979, keine wöchentliche Rennen mehr zu veranstalten. Aber bereits 1980 fanden wieder wöchentliche Rennen statt. Im Jahre 1984 veranstaltete NASCAR das letzte Rennen im Winston Cup auf dem Speedway, nachdem es zu einem Disput zwischen NASCAR und der Stadtverwaltung sowie dem Rennstreckenbetreiber kam. Als neue höchste Division fuhren daraufhin die sogenannten „Late Model Stock Cars“ in Nashville. Obwohl zunächst nur wenig beachtet, gewann sie ab 1987 an Bedeutung. In dieser Serie fuhren auch spätere NASCAR-Fahrer wie Bobby Allison, Sterling Marlin, Darrell Waltrip, Bill Elliott und Dale Earnhardt.

### Liste der vorherigen Streckennamen
- Music City Motorplex
- Nashville Speedway USA
- Nashville Motor Raceway
- Nashville Motor Speedway
- Fairgrounds Speedway at Nashville
- Nashville International Raceway

## Gegenwart
1995 kehrte NASCAR auf den Speedway zurück und veranstaltete jedes Jahr ein Rennen der Busch Series. Später kam noch ein Rennen der Craftsman Truck Series hinzu. Im Jahre 2001 wechselten die beiden Rennen auf den neuen Nashville Superspeedway. Nach dem Weggang der beiden Divisionen finden noch Rennen der Busch East Series und der Whelen Southern Modified Tour von NASCAR statt.
2004 wurde die Strecke in „Music City Motorplex“ durch den neuen Veranstalter Joe Mattioli III. umbenannt, dessen Familie auch der Pocono Raceway und der South Boston Speedway gehört.
Die Pacht für das Areal der Rennstrecke lief im Dezember 2008 aus. Das Tennessee State Fair Board engagierte einen Berater, um mögliche Nutzung für die Zukunft zu evaluieren. Mittlerweile wird die Strecke als Fairgrounds Speedway wieder betrieben.